# Diphyus platyaspis
Diphyus platyaspis là một loài tò vò trong họ Ichneumonidae.